# Liga Sprawiedliwych bez granic
Liga Sprawiedliwych bez granic (ang. Justice League Unlimited) – amerykański serial animowany, będący kontynuacją serialu Liga Sprawiedliwych.

## Fabuła
Fabuła koncentruje się na misjach Ligi Sprawiedliwych, która po pokonaniu Thanagarian postanawia rozszerzyć swoje szeregi, by skuteczniej chronić Ziemię przed różnorodnymi zagrożeniami. Do pierwotnych siedmiu członków dołączają nowi bohaterowie, tacy jak Green Arrow, Black Canary czy Kapitan Atom. Wspólnie stawiają czoła zarówno kosmicznym najeźdźcom, jak i złoczyńcom z rodzimej planety.
W serialu pojawiają się również wątki związane z tajną organizacją rządową znaną jako Cadmus, która postrzega Ligę jako potencjalne zagrożenie dla ludzkości. Konflikt z Cadmusem prowadzi do moralnych dylematów i testuje zaufanie między członkami Ligi. Dzięki różnorodności postaci i złożonym fabułom, serial porusza tematy odpowiedzialności, władzy oraz etyki działań superbohaterów.

## Odcinki

### Spis odcinków
| Premiera odcinka | Nr    | Polski tytuł                        | Angielski tytuł                |
| ---------------- | ----- | ----------------------------------- | ------------------------------ |
|                  |       |                                     |                                |
| SERIA PIERWSZA   |       |                                     |                                |
|                  |       |                                     |                                |
| 06.05.2006       | 01    | Inicjacja                           | Initiation                     |
|                  |       |                                     |                                |
| 07.05.2006       | 02    | Dla człowieka, który ma wszystko    | For The Man Who Has Everything |
|                  |       |                                     |                                |
| 13.05.2006       | 03    | Sokół i Gołąb                       | Hawk And Dove                  |
|                  |       |                                     |                                |
| 14.05.2006       | 04    | Złowieszcza symetria                | Fearful Symmetry               |
|                  |       |                                     |                                |
| 20.05.2006       | 05    | Dziecinada                          | Kid Stuff                      |
|                  |       |                                     |                                |
| 10.06.2006       | 06    | Ta mała świnka                      | This Little Piggy              |
|                  |       |                                     |                                |
| 21.05.2006       | 07    | Powrót                              | The Return                     |
|                  |       |                                     |                                |
| 27.05.2006       | 08    | Największa nieopowiedziana historia | The Greatest Story Never Told  |
|                  |       |                                     |                                |
| 03.06.2006       | 09    | Ultimatum                           | Ultimatum                      |
|                  |       |                                     |                                |
| 28.05.2006       | 10    | Mroczne Serce                       | Dark Heart                     |
|                  |       |                                     |                                |
| 13.07.2006       | 11    | Obudzić śmierć                      | Wake The Dead                  |
|                  |       |                                     |                                |
| 04.06.2006       | 12-13 | Było sobie raz na zawsze coś        | The Once And Future Thing      |
|                  |       |                                     |                                |
| SERIA DRUGA      |       |                                     |                                |
|                  |       |                                     |                                |
| 11.06.2006       | 14    | Kot i Kanarek                       | The Cat And The Canary         |
|                  |       |                                     |                                |
| 17.06.2006       | 15    | Więzy, które więżą                  | The Ties That Bind             |
|                  |       |                                     |                                |
| 18.06.2006       | 16    | Koniec Dnia Gniewu                  | The Doomsday Sanction          |
|                  |       |                                     |                                |
| 24.06.2006       | 17    | Siły Ekspedycyjne X                 | Task Force X                   |
|                  |       |                                     |                                |
| 25.06.2006       | 18    | Równowaga                           | The Balance                    |
|                  |       |                                     |                                |
| 01.07.2006       | 19    | Podwójna randka                     | Double Date                    |
|                  |       |                                     |                                |
| 02.07.2006       | 20    | Starcie                             | Clash                          |
|                  |       |                                     |                                |
| 24.07.2006       | 21    | Pełnia                              | Hunter’s Moon                  |
|                  |       |                                     |                                |
| 23.07.2006       | 22    | To co być musi                      | Question Authority             |
|                  |       |                                     |                                |
| 25.07.2006       | 23    | Punkt krytyczny                     | Flashpoint                     |
|                  |       |                                     |                                |
| 26.07.2006       | 24    | Panika na niebie                    | Panic In The Sky               |
|                  |       |                                     |                                |
| 27.07.2006       | 25    | Podzieleni upadniemy                | Divided We Fall                |
|                  |       |                                     |                                |
| 28.07.2006       | 26    | Epilog                              | Epilogue                       |
|                  |       |                                     |                                |
| SERIA TRZECIA    |       |                                     |                                |
|                  |       |                                     |                                |
| 06.10.2007       | 27    | Legion to Ja                        | I Am Legion                    |
|                  |       |                                     |                                |
| 06.10.2007       | 28    | Cień Jastrzębia                     | Shadow Of The Hawk             |
|                  |       |                                     |                                |
| 07.10.2007       | 29    | Chaos w sercu z kamienia            | Chaos At The Earth’s Core      |
|                  |       |                                     |                                |
| 07.10.2007       | 30    | Na drugi brzeg                      | To Another Shore               |
|                  |       |                                     |                                |
| 13.10.2007       | 31    | Flash i sedno                       | Flash And Substance            |
|                  |       |                                     |                                |
| 13.10.2007       | 32    | Prosto do celu                      | Dead Reckoning                 |
|                  |       |                                     |                                |
| 14.10.2007       | 33    | Akt patriotyzmu                     | Patriot Act                    |
|                  |       |                                     |                                |
| 14.10.2007       | 34    | Wielki skok na mózg                 | The Great Brain Robbery        |
|                  |       |                                     |                                |
| 20.10.2007       | 35    | Gra o honor                         | Grudge Match                   |
|                  |       |                                     |                                |
| 20.10.2007       | 36    | Daleko od domu                      | Far From Home                  |
|                  |       |                                     |                                |
| 21.10.2007       | 37    | Zamierzchłe czasy                   | Ancient History                |
|                  |       |                                     |                                |
| 21.10.2007       | 38    | Żyje                                | Alive!                         |
|                  |       |                                     |                                |
| 27.10.2007       | 39    | Niszczyciel                         | Destroyer                      |
|                  |       |                                     |                                |

## Nawiązania i aluzje
- W odcinku Inicjacja jest scena, w której Green Lantern i Green Arrow, zostają teleportowani do kwatery Justice League, jest to nawiązanie do serialu Star Trek.
- Tytuł odcinka Dla człowieka, który ma wszystko pochodzi od klasycznej historii Alana Moore’a – „For the Man Who Has Everything”.
- W odcinku Dziecinada są nawiązania do filmu „Batman Returns”, kiedy Batman Kid nie trafia z grappling gun w swojego przeciwnika, tylko w ścianę, która następnie ląduje na przeciwniku oraz do filmów Disneya, poprzez rzeźbę Małej Syrenki oraz miecz w skale z „Króla Artura”.
- W odcinku Ta mała świnka Kirke (ang. Circe) śpiewa piosenkę Lulu’s Back In Town autorstwa Ala Dubina i Harry’ego Warrena, natomiast Batman zostaje wykonawcą Am I Blue? autorstwa Granta Clarka i Harry’ego Aksta.
- W odcinku Ta mała świnka Kirke (ang. Circe) oraz Batman śpiewają piosenki, do których prawa autorskie ma studio Warner Brothers.
- W odcinku Ta mała świnka, Zatanna komentuje B’wana Beasta słowami: „C’mon Bugsie… gdzie jesteś?” jest to aluzja do Królika Bugsa, jednej z czołowych animowanych postaci Warner Bros.
- W odcinku Ta mała świnka poza Kirke pojawiają się inne mitologiczne postacie m.in.: Meduza i Charon przewoźnik umarłych po Styksie.
- Tytuł odcinka Złowieszcza symetria odnosi się do fragmentu poematu Williama Blake’a – „The Tyger”.
- Plakat który znajduje się w pokoju Sondy (ang. Question) w odcinku Złowieszcza symetria, nawiązuje do plakatu z twarzą kosmity z serialu Z Archiwum X, gdzie był napisy „Wierzę”, a u Sondy jest „Wiem”. Sam pokój i wygląd Sondy, przypomina kwaterę i wygląd agenta Muldera. Również teoria spiskowa łączy się ze znaną z serialu Z Archiwum X.
- W odcinku Złowieszcza symetria znajduje się odniesienie do Franka Thomasa i Ollie Johnstona, mniej znanych animatorów, którzy byli wielkimi przyjaciółmi i spędzali razem sporo czasu. Ma to miejsce kiedy Green Arrow, przedstawia się jako „Ollie”, a strażnik pyta go „Gdzie jest Frank?”.
- Tytuł odcinka „Największa nieopowiedziana historia” nawiązuje do filmu „The Greatest Story Ever Told” z 1965 o życiu i śmierci Jezusa.
- Jedna z wypowiedzi Skeetsa z odcinka „Największa nieopowiedziana historia” jest nawiązaniem do tekstu z filmu 2001 – Odyseja Kosmiczna – „Jeju, zobaczyłem wszystkie gwiazdy!”. Robot-pomocnik Złotego Wzmacniacza (ang. Bobster Gold) cytuje w tym samym odcinku Johna Miltona – „Pomagają także ci, którzy stoją i czekają”.
- Członkowie grupy Ultimen z odcinka „Ultimatum” są wzorowani na postaciach z serialu Super Friends:
  - Wind Dragon na Samuraju
  - Long Shadow na Apache Chiefie
  - Shifter i Downpour na Wonder Twins: Jaynie i Zanie
  - Juice na Black Vulcanie
- Tytuł odcinka Było sobie raz na zawsze coś jest nawiązaniem do tytułu powieści „The Once and Future King” autorstwa T.H. White’a.
- W odcinku Było sobie raz na zawsze coś, cz. 1: Dziwny Western kiedy, Batman, Woman Wonder i Green Lantern jadą z bohaterami dzikiego zachodu, można usłyszeć oryginalny Justice League theme (ze westenowym motywem).
- Kiedy Bruce (z przyszłości) analizuje timeline w odcinku Było sobie raz na zawsze coś, cz. 2: Zakrzywiona czasoprzestrzeń, na ekranie komputera widać taki sam kod jaki znany jest z filmu Matrix.
- Jeden z Jokersów – Chucko – w odcinku Było sobie raz na zawsze coś, cz. 2: Zakrzywiona czasoprzestrzeń używa w walce podwójnego miecza świetlnego, takiego samego jakiego używał Darth Maul w filmie Star Wars: Episode I: Mroczne Widmo.
- Sposób w jaki Batman rozwiązuje problem Chronosa pod sam koniec odcinka Było sobie raz… cz. 2, przywołuje na myśl karę wyznaczoną Harry’emu Muddowi w odcinku „I, Mudd” z serialu Star Trek.
- Tytuł odcinka Podzieleni upadniemy jest odwołaniem do frazy „Razem wytrzymamy, podzieleni upadniemy”. Te słowa po raz pierwszy zostały wypowiedziane przez kongresmena Johna Dickinsona w XVIII wieku, cytat później był znany jako „Penman of the Revolution”.
- Pod koniec odcinka Na drugi brzeg Wonder Woman czyta poemat The Rime Of The Ancient Mariner Samuela Talyora Coleridge’a.
- Tytuł odcinka Wielki skok na mózg pochodzi od powieści Michaela Crichtona o tytule „Wielki skok na pociąg” (The Grait Train Robbery).
- Tytuły dwóch ostatnich odcinków serialu Żyje oraz Niszczyciel mają identyczne nazwy jak dwie najlepiej sprzedające się płyty zespołu KISS.
- Ostatnie słowa Luthora w odcinku Żyje: „Mamy drobny problem”, prawdopodobnie pochodzą od identycznego cytatu z klasycznej czarnej komedii „Dr. Strangelove”, w reżyserii Stanleya Kubricka.